# Montouemouaset
Montouemouaset, est un fils de Ramsès II.  

## Biographie
Montouemouaset, dont le nom signifie « Montou de Thèbes », figure au 24e rang des fils de Ramsès II.
À ce titre, il occupa quelques fonctions administratives.